# Список міністрів інфраструктури України
Список осіб, які керували Міністерством транспорту України, Міністерством транспорту та зв'язку України та Міністерством інфраструктури України з 1991 року, а також міністерство шляхів Української Народної Республіки та Державний секретаріат шляхів Західноукраїнської Народньої Республіки.

## Міністерство шляхів Української Народної Республіки
| № | Час повноважень          | Портрет                     | Ім'я                        |
| 1 | січень-кінець січня 1918 | Володимир Єщенко            | Єщенко Володимир Дмитрович  |
| 2 | з кінця січня 1918       | Сокович Євген Олександрович | Сокович Євген Олександрович |
| 3 | кінець квітня 1918       | Володимир Єщенко            | Єщенко Володимир Дмитрович  |

## Міністерство пошт і телеграфів Української Народної Республіки
| № | Час повноважень                               | Портрет        | Ім'я                          |
| 1 | липень — вересень 1917 12 листопада 1917 — ?? |                | Зарубін Олександр Миколайович |
| 2 | ?? — 22 січня 1918                            | Микита Шаповал | Шаповал Микита Юхимович       |
| 3 | лютий — квітень 1918                          |                | Сидоренко Григорій Микитович  |
|   | травень — листопад 1918                       |                | ?                             |
| 4 | грудень 1918 — лютий 1919                     |                | Штефан Іван Дем'янович        |
|   | березень 1919                                 |                | ?                             |
| 5 | квітень — серпень 1919 (1920)                 |                | Паливода Іван Симонович       |
| 6 | 1920                                          |                | Косенко Іларіон               |

## Міністерство шляхів Української Держави
| № | Час повноважень         | Портрет         | Ім'я                          |
| 1 | травень - листопад 1918 | Борис Бутенко   | Бутенко Борис Аполлонович     |
| 2 | листопад - грудень 1918 | Еміль Ландсберг | Ландсберг Еміль В’ячеславович |

## Державний секретаріат шляхів (комунікації) Західноукраїнської Народньої Республіки
| № | Час повноважень                  | Портрет        | Ім'я       |
| 1 | 9 листопада 1918 — 9 червня 1919 | Микола Круглов | Мирон Іван |

## Державний секретаріат пошт і телеграфів Західноукраїнської Народньої Республіки
| № | Час повноважень                 | Портрет | Ім'я                            |
| 1 | 9 листопада 1918 — 4 січня 1919 |         | Пісецький Олександр Купріянович |

## Радянська Україна

### Народні комісари пошт і телеграфу Тимчасового робітничо-селянського уряду України
| № | Час повноважень               | Портрет | Ім'я                            |
| 1 | грудень 1917 — квітень 1918   |         | Мартьянов Яків Васильович       |
| 2 | березень 1919 — вересень 1919 |         | Халепський Інокентій Андрійович |

### Уповноважені Народного комісаріату пошт і телеграфу (зв'язку) РСФСР (СРСР) по Українській РСР
| №  | Час повноважень                  | Портрет | Ім'я                         |
| 1  | 1920 — 1920                      |         | Дьяков                       |
| 2  | червень 1920 — 192.0             |         | Синявський Микола Михайлович |
| 3  | 8 травня 1921 — 192.1            |         | Трофимов                     |
| 4  | 192. — 192.2                     |         | Круглов С. С.                |
| 5  | 1923 — 1932                      |         | Синьков Костянтин Михайлович |
| 6  | 20 березня 1932 — 26 грудня 1935 |         | Бойко Петро Дмитрович        |
| 7  | 26 грудня 1935 — 1937            |         | Симоненко Олександр Лукич    |
| 8  | грудень 1937 — 1938              |         | Круглов С. С.                |
| 9  | червень 1938 — 1939              |         | Гороховський П.А.            |
| 10 | 22 липня 1939 — 1940             |         | Кириленко Павло Митрофанович |
| 11 | 1940 — 1947                      |         | Садовничий Микола Петрович   |
| 12 | 1947 — 1955                      |         | Кириченко Іван Тимофійович   |

### Народні комісари шляхів Тимчасового робітничо-селянського уряду України
| № | Час повноважень              | Портрет | Ім'я                               |
| 1 | грудень 1917 — 1918          |         | Бакинський Сергій Сергійович       |
| 2 | березень 1918 — квітень 1918 |         | Сербиченко Олександр Калістратович |
| 3 | листопад 1918 — 1919         |         | Жарко Панас Михайлович             |
| 4 | 1920 — 1920                  |         | Постников О. М.                    |

### Уповноважені Народного комісаріату шляхів РСФСР (СРСР) по Українській РСР
| № | Час повноважень         | Портрет | Ім'я                                 |
| 1 | 18 березня 1920 — 192.0 |         | Ксандров Володимир Миколайович       |
| 2 | 1920 — 1925             |         | Рудий Юлій Вікентійович              |
| 3 | 192.5 — 1927            |         | Александров Іван Олександрович       |
| 4 | 1927 — грудень 1929     |         | Шимановський Станіслав Людвігович    |
| 5 | грудень 1929 — 1931     |         | Слюсаренко Федір (Феодосій) Іванович |
| 6 | 1931 — 193.             |         | Руцький Я. Т.                        |
| 7 | 193. — 1933             |         | Лаврищев І. Ф.                       |
| 8 | 20 серпня 1933 — 1933   |         | Іванов К. Г.                         |

### Уповноважені Народного комісаріату водного транспорту СРСР по Українській РСР
| № | Час повноважень                   | Портрет | Ім'я                       |
| 1 | 20 серпня 1933 — 23 березня 1934  |         | Макеєнко Михайло Микитович |
| 2 | 19 червня 1934 — 9 листопада 1934 |         | Кузнецов Яків Петрович     |

### Начальники Головного управління по транспортному освоєнню малих рік при Раді міністрів УРСР
| № | Час повноважень            | Портрет | Ім'я                  |
| 1 | 1945 — травень 1952        |         | Хилюк Федір Миронович |
| 2 | липень 1952 — травень 1953 |         | Логвин К.Я.           |

### Начальники Головного Дорожнього (Шляхового) Управління при РНК (РМ) Української РСР
| № | Час повноважень             | Портрет | Ім'я                      |
| 1 | 1938 — квітень 1946         |         | Мечев Сергій Петрович     |
| 2 | квітень 1946 — травень 1953 |         | Довгаль Михайло Федорович |

### Міністерство автомобільного транспорту УРСР
- у 1953 — Міністерство дорожнього і транспортного господарства УРСР
- у 1953—1968 Міністерство автомобільного транспорту і шосейних доріг УРСР
- з 1988 Міністерство транспорту УРСР

| № | Час повноважень                   | Портрет | Ім'я                          |
| 1 | липень 1939 — березень 1947       |         | Кухленко Василь Гордійович    |
| 2 | березень 1947 — 28 квітня 1949    |         | Грушовий Костянтин Степанович |
| 3 | 28 квітня 1949 — 27 березня 1950  |         | Хабло Іван Захарович          |
| 4 | 27 березня 1950 — 4 грудня 1950   |         | Грушовий Костянтин Степанович |
| 5 | 4 грудня 1950 — травень 1953      |         | Хабло Іван Захарович          |
| 5 | 25 травня 1953 — 29 травня 1961   |         | Довгаль Михайло Федорович     |
| 4 | 29 травня 1961 — 1 квітня 1970    |         | Братченко Іван Іович          |
| 5 | 1 квітня 1970 — 26 листопада 1984 |         | Головченко Федір Петрович     |
| 6 | 26 листопада 1984—1991            |         | Волков Павло Порфирович       |

### Міністерство будівництва і експлуатації автомобільних доріг УРСР
- Попередник Укравтодорa до 1990[1]

| № | Час повноважень                    | Портрет | Ім'я                    |
| 1 | 26 листопада 1968 — 29 квітня 1987 |         | Шульгін Микола Павлович |
| 2 | 29 квітня 1987—1990                |         | Гуц Віктор Тимофійович  |

### Міністри зв'язку Української РСР(1955—1991)
| № | Час повноважень                | Портрет              | Ім'я                          |
| 1 | лютий 1955 — 21 квітня 1960    |                      | Кириченко Іван Тимофійович    |
| 2 | 21 квітня 1960 — 11 січня 1984 | Георгій Сінченко     | Сінченко Георгій Захарович    |
| 3 | 11 січня 1984 — 24 грудня 1991 | Володимир Делікатний | Делікатний Володимир Іванович |

## Україна

### Міністри зв'язку України(1992—1997)
| № | Час повноважень               | Портрет | Ім'я                         |
| 1 | 1 квітня 1992 — 3 серпня 1995 |         | Проживальський Олег Петрович |
| 2 | 3 серпня 1995 — 8 серпня 1996 |         | Єфремов Валерій Павлович     |
| 3 | 8 серпня 1996 — липень 1997   |         | Худолій Дмитро Андрійович    |

- Державний комітет України по зв'язку (Держкомзв'язку України, 1991—2004)
- Державний департамент з питань зв'язку (2004—2008)
- Державна адміністрація зв'язку (Держзв'язку, 2008—2011)
- Національна комісія, що здійснює державне регулювання у сфері зв'язку та інформатизації (2004—)

### Міністри транспорту України
| № | Час повноважень                 | Портрет               | Ім'я                           |
| 1 | 20 березня 1992 — 11 липня 1994 | Орест Климпуш         | Климпуш Орест Дмитрович        |
| 2 | 3 липня 1995 — 7 травня 1997    | Іван Данькевич        | Данькевич Іван Петрович        |
| 3 | 23 травня 1997 — 17 липня 1997  | Микола Круглов        | Круглов Микола Петрович        |
| 4 | 11 серпня 1997 — 24 квітня 1998 | Валерій Череп         | Череп Валерій Іванович         |
| 5 | 7 серпня 1998 — 5 жовтня 1999   | Іван Данькевич        | Данькевич Іван Петрович        |
| 6 | 5 жовтня 1999 — 29 травня 2001  | Леонід Костюченко     | Костюченко Леонід Михайлович   |
| 7 | 9 червня 2001 — 30 квітня 2002  | Валерій Пустовойтенко | Пустовойтенко Валерій Павлович |
| 8 | 7 травня 2002 — 24 липня 2004   | Георгій Кірпа         | Кірпа Георгій Миколайович      |

### Міністри транспорту та зв'язку України
| № | Час повноважень                  | Портрет          | Ім'я                            |
| 1 | 24 липня 2004 — 27 грудня 2004   | Георгій Кірпа    | Кірпа Георгій Миколайович       |
| 2 | 4 лютого 2005 — 28 вересня 2005  | Євген Червоненко | Червоненко Євген Альфредович    |
| 3 | 28 вересня 2005 — 4 серпня 2006  | Віктор Бондар    | Бондар Віктор Васильович        |
| 4 | 4 серпня 2006 — 18 грудня 2007   |                  | Рудьковський Микола Миколайович |
| 5 | 18 грудня 2007 — 23 червня 2009  |                  | Вінський Йосип Вікентійович     |
| — | 24 червня 2009 — 11 березня 2010 |                  | Шевченко Василь Васильович      |
| 6 | 11 березня 2010 — 9 грудня 2010  |                  | Єфименко Костянтин Олексійович  |

### Міністри інфраструктури України
| № | Час повноважень                 | Портрет             | Ім'я                            |
| 1 | 9 грудня 2010 — 3 грудня 2012   | Борис Колесніков    | Колесніков Борис Вікторович     |
| 2 | 24 грудня 2012 — 27 лютого 2014 | Володимир Козак     | Козак Володимир Васильович      |
| 3 | 27 лютого 2014 — 2 грудня 2014  | Максим Бурбак       | Бурбак Максим Юрійович          |
| 4 | 2 грудня 2014 — 14 квітня 2016  | Андрій Пивоварський | Пивоварський Андрій Миколайович |
| 5 | 14 квітня 2016 — 29 серпня 2019 | Володимир Омелян    | Омелян Володимир Володимирович  |
| 6 | 29 серпня 2019 — 18 травня 2021 | Владислав Криклій   | Криклій Владислав Артурович     |
| 7 | 20 травня 2021 — 1 грудня 2022  | Олександр Кубраков  | Кубраков Олександр Миколайович  |

### Міністри розвитку громад, територій та інфраструктури України
| №       | Час повноважень                | Портрет            | Ім'я                           |
| 1       | 1 грудня 2022 - 9 травня 2024  | Олександр Кубраков | Кубраков Олександр Миколайович |
| (в. о.) | 9 травня 2024 - 4 вересня 2024 |                    | Василь Шкураков                |
| 2       | з 5 вересня 2024               | Олексій Кулеба     | Олексій Кулеба                 |